# Mahanta kawadai
Mahanta kawadai is een vlinder uit de familie slakrupsvlinders (Limacodidae). De wetenschappelijke naam van de soort is voor het eerst geldig gepubliceerd in 1995 door Hiroshi Yoshimoto.

## Type
- holotype: "male, 24-27.VIII.1983, leg. H. Yoshimoto"
- instituut: Collectie Hiroshi Yoshimoto, Tokyo, Japan
- typelocatie: "Taiwan, Nantou Hsien, Lushan Spa, 1200 m"